# Nobuhiro Kawasato
| 4100 Sumiko      | 16 gennaio 1988  |
| 4225 Hobart      | 31 gennaio 1989  |
| 4381 Uenohara    | 22 novembre 1989 |
| 4749 Ledzeppelin | 22 novembre 1989 |
| 4772 Frankdrake  | 2 novembre 1989  |
| 5336 Kley        | 7 maggio 1991    |
| 6300 Hosamu      | 30 dicembre 1988 |

Nobuhiro Kawasato (川里信弘; ...) è un astronomo giapponese.
Il Minor Planet Center gli accredita le scoperte di centocinque asteroidi, effettuate tra il 1989 e il 2000, in parte in collaborazione con Tsutomu Hioki.
Ha inoltre ritrovato nel 1988 l'asteroide 724 Hapag che non era più stato osservato dopo il 1911, anno in cui era stato scoperto da Johann Palisa.
Gli è stato dedicato l'asteroide 4910 Kawasato.